# بارداری در ماهی

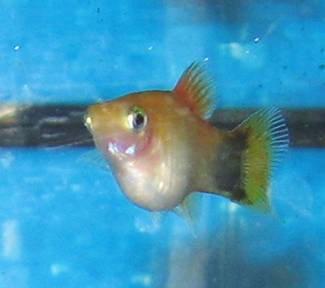
یک ماهی دریایی جنوبی باردار

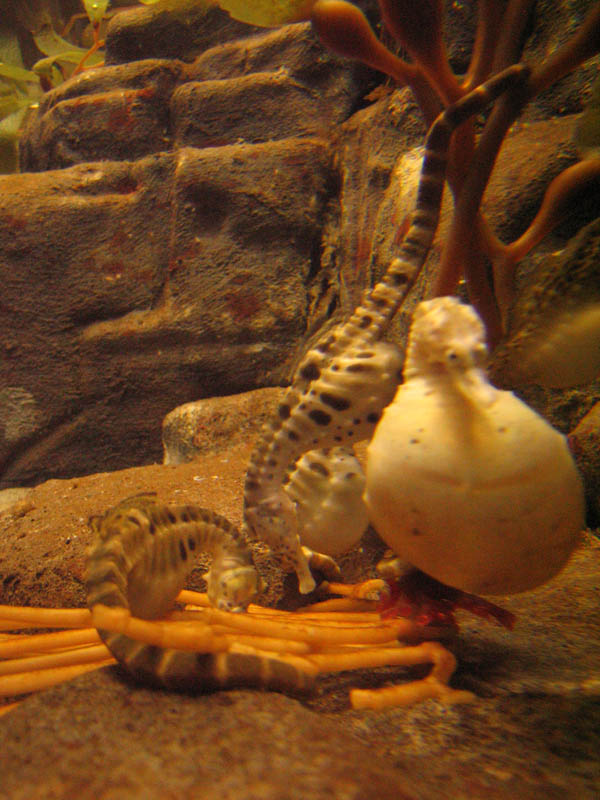
اسب دریایی نر باردار

بارداری (Pregnancy)، به‌طور سنتی به عنوان دوره زمانی که تخمک‌ها پس از پیوستگی تخمک و اسپرم در بدن بارور می‌شوند، تعریف می‌شود. اگرچه این اصطلاح اغلب به پستانداران جفت‌دار اشاره می‌کند، اما در عنوان بسیاری از مقاله‌های علمی بین‌المللی، بررسی‌شده، دربارهٔ ماهیان نیز به کار رفته است، به عنوان نمونه مطابق با این تعریف، وجود دارد. چندین روش تولیدمثل در ماهی، ارائه مقادیر متفاوتی از مراقبت والدین. در تخمک‌زایی، لقاح درونی وجود دارد و بچه‌ها زنده به دنیا می‌آیند، اما هیچ ارتباط جفتی یا تعامل مهم تغذیه‌ای وجود ندارد. بدن مادر تبادل گاز را حفظ می‌کند اما نوزادان متولدنشده توسط زرده تخم تغذیه می‌شوند. دو نوع زنده‌زایی در ماهی وجود دارد. در صفات زنده هیستوتروفیک، تخم‌ها (زیگوت)، در مجرای تخمک ماده رشد می‌کنند، اما او هیچ تغذیه مستقیمی ارائه نمی‌دهد. جنین‌ها با خوردن تخم‌های او یا خواهر و برادر متولدنشده‌شان زنده می‌مانند. در زنده ماندن هموتروفیک، زیگوت‌ها در بدن ماده باقی می‌مانند و مواد مغذی توسط او، اغلب از طریق نوعی جفت فراهم می‌شوند.
در اسب دریایی و لوله‌ماهی، این جانور نر است که باردار می‌شود.